# Holcaeus gracilis
Holcaeus gracilis är en stekelart som först beskrevs av Walker 1836.  Holcaeus gracilis ingår i släktet Holcaeus och familjen puppglanssteklar. Arten är reproducerande i Sverige. Inga underarter finns listade i Catalogue of Life.